# François Truffaut

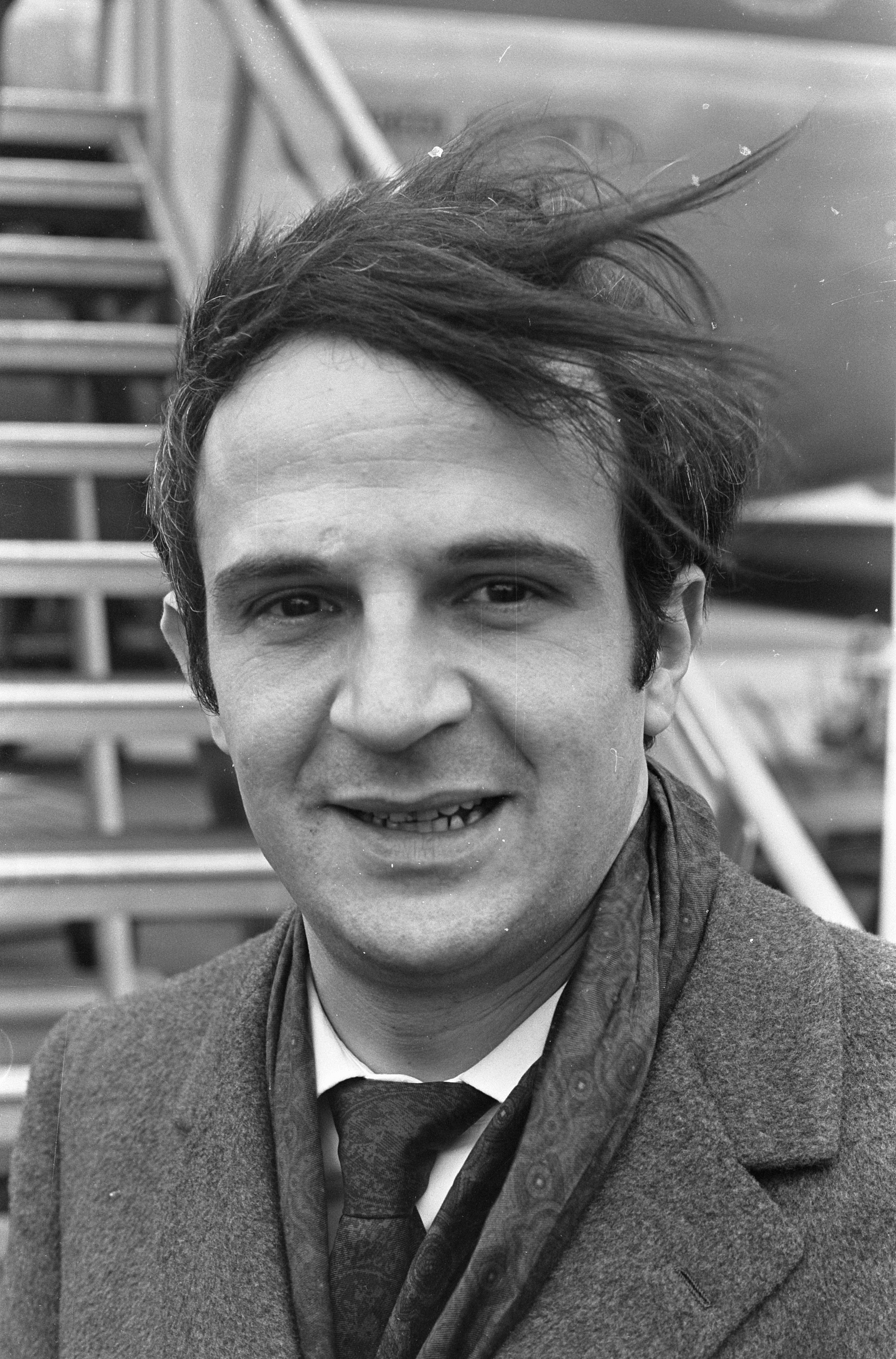
François Truffaut, 1967

François Truffaut (* 6. Februar 1932 in Paris; † 21. Oktober 1984 in Neuilly-sur-Seine) war ein französischer Filmregisseur und Filmkritiker. Truffaut gilt als Begründer der Nouvelle Vague (Französisch für „Neue Welle“). Zu den wichtigsten Filmen zählen Sie küssten und sie schlugen ihn, Jules und Jim, Geraubte Küsse und Die amerikanische Nacht. Seine Filme zeichnen sich durch besondere Leichtigkeit und persönliche Bezüge in seinem Werk aus. Er gilt als Vorbild, Filmkunst und Unterhaltung zu verbinden. Truffaut arbeitete auch als Schauspieler und Produzent.

## Leben und Werk

### Kindheit und Jugend
François Truffaut wurde 1932 als uneheliches Kind geboren und verbrachte seine Kindheit in Paris. Seine Mutter Janine de Monferrand heiratete 1933 den Architekten und Bauzeichner Roland Truffaut, der François als seinen Sohn adoptierte. Dennoch wuchs François bei seiner Großmutter auf. Erst als diese 1942 starb, nahmen ihn die Eltern zu sich. Truffaut galt in seiner Jugend als schwer erziehbar, landete in mehreren Erziehungsheimen und schlug sich als junger Erwachsener mit Gelegenheitsjobs durch, bis er schließlich Soldat wurde. Doch auch aus der französischen Armee wurde er unehrenhaft entlassen, nachdem er vergeblich versucht hatte zu desertieren. Sowohl als Kritiker als auch später als weltweit gefeierter Regisseur war Truffaut Autodidakt. Seine Schule waren die Kinobesuche.

### Vom Filmkritiker zum Regisseur
Ab März 1953 schrieb Truffaut für das u. a. von André Bazin geleitete Kinomagazin Les Cahiers du cinéma. 1954 veröffentlichte er in den Cahiers seinen im Ton bewusst polemisch formulierten Artikel Eine gewisse Tendenz im französischen Film, der zur Grundlage der Auteur-Theorie wurde. Als Filmkritiker hatte er maßgeblichen Anteil an der Anerkennung des Regisseurs als Künstler bzw. Autorenfilmer. Bald hatte er sich einen Namen gemacht als einer der geistreichsten und scharfzüngigsten Kritiker. Er attackierte den Zustand der damaligen französischen Kinematografie und entlarvte deren Produkte als oberflächlich und vom Streben nach Glitter und Glamour bestimmt. Er verteidigte dagegen den Poetischen Realismus. Außerdem war Truffaut ausgesprochener Bücherliebhaber. Auf autodidaktische Weise entwickelte er sich zum großen Literaturkenner, wobei seine Vorlieben von klassischen französischen Schriftstellern wie Balzac und Proust bis zu amerikanischen Autoren der Schwarzen Serie wie Cornell Woolrich (William Irish) und David Goodis reichten. Als eine Hommage an die Bücherwelt gilt sein Film Fahrenheit 451.

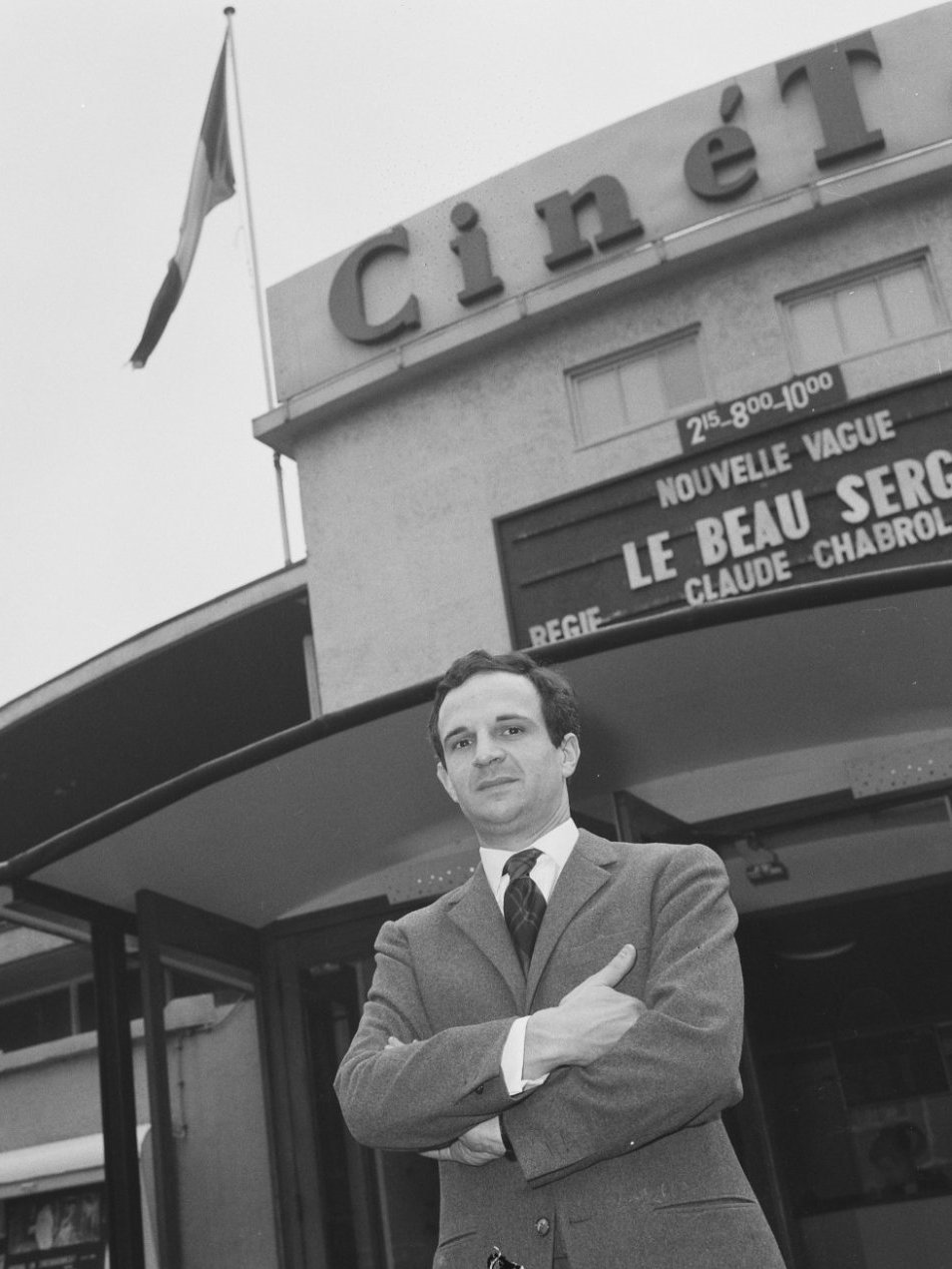
Truffaut 1965 vor dem Amsterdamer Kino Cinétol

1956 war er Assistent von Roberto Rossellini und wurde 1957 Filmproduzent mit einer eigenen Firma. So drehte er seinen Kurzfilm Die Unverschämten. Wegen seiner kritischen Artikel erhielt er bei den Filmfestspielen in Cannes 1958 keine Akkreditierung als Journalist. Im Jahr darauf durfte er mit seinem 1959er Filmdebüt Sie küßten und sie schlugen ihn in Cannes jedoch den Preis als bester Regisseur entgegennehmen. Der Film, der als das Hauptwerk der Nouvelle Vague und so als eines der wichtigsten des Autorenfilms und in der französischen Filmgeschichte gilt, erzählt mit autobiografischen Bezügen vom jungen Antoine Doinel, gespielt von Jean-Pierre Léaud. Als Zyklus setzte er dieses Werk 1962 zunächst mit dem Kurzfilm Antoine und Colette und dann 1968 mit der Liebesgeschichte um Antoine Doinel und Christine Darbon (gespielt von Claude Jade) in Geraubte Küsse fort. Der Film wurde ein großer Erfolg. 1970 beschrieb er den Ehealltag von Antoine und Christine in Tisch und Bett. Truffaut beendete die Chronik des Paares 1979 mit Liebe auf der Flucht, in dem sie sich nach einer Affäre Antoines mit Christines Freundin Liliane scheiden lassen und Freunde bleiben. Die Doinel-Filme, von Léaud und Jade gespielt, zeigen seine eigene nur leicht verfremdete Lebensgeschichte, die in diesen Filmen durch Klarheit, Poesie, Spontaneität und Authentizität geprägt ist. Neben diesen persönlichsten Werken sind auch seine poetische Dreiecksgeschichte Jules und Jim, die Liebeserklärung ans Kino, Die amerikanische Nacht, und sein Okkupationsdrama Die letzte Metro in die Kinogeschichte eingegangen. Mit Jacques Rivette, Jean-Luc Godard, Claude Chabrol, Agnès Varda und Éric Rohmer ist Truffaut Begründer der „Neuen Welle“.
Setzt sich seine Hommage an den Gangsterfilm der 1940er Jahre, Schießen Sie auf den Pianisten, mit einem Underdog und der drückenden Last der eigenen Vergangenheit und Verlusten auseinander, reichert er bereits diese mit Ironie an. Mit Beginn der 1960er Jahre werden Truffauts Filme leichter und beschwingter. Seine Filme gelten sowohl als große Filmkunst, erreichen durch ihre Leichtigkeit und Eleganz mit Ironie auch das große Publikum – ein Erfolg, der Godard versagt blieb. Truffaut hatte keine Scheu, seine Werke für ein breites und weniger verkopftes, deswegen jedoch künstlerisch nicht minder aufgeschlossenes Publikum zu inszenieren. Als großer Bewunderer Alfred Hitchcocks nahm er 1966 das 50-stündige Interview Hitchcock/Truffaut auf, das als Filmbuch Mr. Hitchcock, wie haben Sie das gemacht? als das bedeutendste Hauptwerk der Filmliteratur gilt. Sein 1967 entstandener Film Die Braut trug schwarz ist eine eindeutige Hommage an Hitchcock. 1968 nimmt Hitchcock selbst den Faden auf und besetzt Truffauts Stammschauspielerin Claude Jade für Topas. Zwischen den beiden Doinel-Komödien Geraubte Küsse und Tisch und Bett entstehen ein weiterer Kriminalfilm, der zugleich eine amour fou ist (Das Geheimnis der falschen Braut), und sein asketisches Meisterwerk Das wilde Kind über die Erziehung des Wolfsjungen Victor von Aveyron, in dem Truffaut sich als pädagogischer Regisseur zeigt.
Für Truffaut war das Prinzip des Autorenfilms wichtig, was er bereits als Kritiker vom seelenlosen Kommerzkino gefordert hatte, nicht das einzelne Filmgenre. Waren im Doinel-Zyklus sowohl Drama (Sie küssten und sie schlugen ihn) als auch die federleichte Filmkunstkomödie (Geraubte Küsse) wie die reine Komödie mit ernsten Zwischentönen (Tisch und Bett) enthalten, so beherrschte er ebenso Thriller (Die Braut trug schwarz), schwarze Komödien (Ein schönes Mädchen wie ich), Hommagen an die Schwarze Serie als Drama mit komischen Elementen (Schießen Sie auf den Pianisten) und Krimikomödien (Auf Liebe und Tod), Historiendrama (Die Geschichte der Adèle H., Zwei Mädchen aus Wales und die Liebe zum Kontinent), Filme über Kinder (Der Wolfsjunge, Taschengeld) oder persönliche Bezüge zum Umgang mit Toten mit Das grüne Zimmer.
Der Filmproduzent Marcel Berbert produzierte die meisten Filme Truffauts durch die Produktionsfirma Les Films du Carrosse. Für den Filmverleih waren unterschiedliche Unternehmen verantwortlich, unter anderem United Artists.

### Häufige Zusammenarbeiten

François Truffaut und seine Hauptdarstellerin und einstige Verlobte Claude Jade bei der Vorpremiere zu ihrem dritten gemeinsamen Film, Liebe auf der Flucht, 1979

Der Schauspieler Jean-Pierre Léaud spielte neben dem Antoine-Doinel-Zyklus auch in den Filmen Zwei Mädchen aus Wales und die Liebe zum Kontinent und Die amerikanische Nacht.
Die Schauspielerin Claude Jade spielte nach Geraubte Küsse auch die Hauptrollen in Tisch und Bett und Liebe auf der Flucht. Sie war seine häufigste Hauptdarstellerin. Für Ein schönes Mädchen wie ich erschien sie ihm zu jung, und er besetzte die 10 Jahre ältere Bernadette Lafont. Neben Claude Jade waren Jeanne Moreau (Jules und Jim, Die Braut trug schwarz), Catherine Deneuve (Das Geheimnis der falschen Braut, Die letzte Metro) und Fanny Ardant (Die Frau nebenan, Auf Liebe und Tod) seine Musen.
Der Schauspieler Charles Denner wurde nach schönen Nebenrollen in Die Braut trug schwarz und Ein schönes Mädchen wie ich im Jahr 1977 Der Mann, der die Frauen liebte. Zum Stammpersonal zählte auch Gerard Depardieu, der in Die letzte Metro und Die Frau nebenan jeweils eine Hauptrolle spielte.
Marie Dubois, Hauptdarstellerin in Schießen Sie auf den Pianisten, hatte eine Nebenrolle in Jules und Jim. Und Schauspielerin Nathalie Baye hatte nach Nebenrollen in Die amerikanische Nacht und Der Mann, der die Frauen liebte 1978 eine Hauptrolle in Das grüne Zimmer an der Seite Truffauts selbst.
Die Schauspielerin Sabine Haudepin hatte als Kind Rollen in Jules und Jim als Jeanne Moreaus Tochter und in Die süße Haut als Tochter der Lachenays. In beiden Filmen hießen ihre Rollen Sabine. Als Erwachsene spielte sie eine größere Nebenrolle als ehrgeizige Schauspielerin Nadine in Die letzte Metro.
Truffaut arbeitete häufig mit den Kameramännern Raoul Coutard und Nestor Almendros zusammen.

### Themen bei Truffaut
Bücher und schöne Frauen – kein Regisseur hat seine Leidenschaften so unverhohlen ausgestellt wie François Truffaut. Und manchmal stehen sie sich unversöhnt gegenüber: „Du liest gegen mich“, wirft eine der Geliebten in Der Mann, der die Frauen liebte Bertrand vor und schleudert das Buch aus dem Fenster auf die Straße. Beim Aufsammeln kommt er unter die Räder; auf der anderen Straßenseite hat ein Paar Frauenbeine ihn abgelenkt. Es sind die Beine von Françoise Dorléac, die er zu elegischer Musik filmt in Die süße Haut; in der Eröffnung zu Tisch und Bett folgt die Kamera lange den Beinen von Claude Jade, und in seinem letzten Film Auf Liebe und Tod präsentiert Fanny Ardant ihre Beine, in dem sie vor dem Kellerfenster, aus dem Jean-Louis Trintignant blickt, auf und ab geht. Und die Bücher sind allgegenwärtig: Der kleine Antoine errichtet Balzac einen Altar, Claude Jade und Jean-Pierre Léaud lesen im Bett. Truffauts Helden lesen, schreiben, leiden an nie abgeschickten oder nie erhaltenen Briefen. Das Buch Truffaut – Briefe zeugt von seiner Leidenschaft dafür. Das Buch und das geschriebene Wort werden zu einem Fetisch: Am Frühstückstisch am Ende von Geraubte Küsse schreiben sich Claude Jade und Jean-Pierre Léaud kleine Botschaften auf Zettel. Das Schlimmste, was einer zukünftigen Gesellschaft blühen kann, ist ein Schriftverbot. Fahrenheit 451 über den Feuerwehrmann, der Bücher verbrennt und dann beginnt, sie zu lesen, ist Truffauts einziger Science-fiction-Film. Schlimmer mochte er sich die Zukunft nicht vorstellen. Neben der Auseinandersetzung mit dem Tod wie in Das grüne Zimmer beschäftigte Truffaut zeitlebens eine andere Frage: Ist das Kino wichtiger als das Leben? Filme sehen und vor allem Filme machen war für ihn nicht eine Form von Eskapismus, sondern seine Art, das Leben zu bewältigen. Frauen sind bei Truffaut immer die stärkeren Figuren, so dass er als der Frauenregisseur der Filmgeschichte gilt.

### Frauenbild bei Truffaut
Dem Thema, dass Frauen die stärkeren Figuren bei Truffaut sind, widmete sich am 5. Mai 2024 die zweistündige Doku Der Mann, der die Frauen liebte bei Deutschlandfunk Kultur. Die Truffaut-Kenner Robert Fischer, Michael Klier, Hans C. Blumenberg und Gertrud Koch. Im Podcast kommen sie zu dem Schluss, der Truffaut-Touch (bezogen auf den Lubitsch-Touch) sei seine in jedem Film zu sehende Cinephilie, seine Liebe zum Film, wie auch, dass die Frauen die Geschichte auf ihren Schultern trügen und die Männer schwach seien, selbst oder besonders in den Doinel-Filmen (R. Fischer). Bei ihm seien die Frauen zwar schön, doch vor allem ambivalent und emanzipiert (G.Koch). Zudem war er mit seinen wichtigsten weiblichen Stars liiert. Blumenberg: „Da gab es ja immer auch Überschneidungen von künstlerischen und privaten Obsessionen. Es gibt kaum eine Hauptdarstellerin eines Truffaut-Films, mit der er bis auf wenige Ausnahmen nicht liiert war. Das war zum Teil sehr tragisch, wie seine Beziehung mit Claude Jade, die er 14 Tage vor der geplanten Hochzeit auf das Schnödeste verlassen hat, seine stürmische Romanze mit Jeanne Moreau, die ihn dann verließ, so dass er in ein tiefes Loch fiel, er verliebte sich Hals über Kopf in Frau Deneuve, es war immer Drama, Zusammenbruch, Katastrophe, ein paar Jahre später drehte man dann wieder miteinander.“ Robert Fischer ergänzt: „Truffaut verliebt sich nach den Dreharbeiten in seine Hauptdarstellerin und dreht dann nochmal einen Film mit ihr. Mit Jacqueline Bisset nur den einen (Die amerikanische Nacht), aber bei Jeanne Moreau, Catherine Deneuve, Claude Jade, Fanny Ardant, dass er immer zwei Filme, zum Teil sogar mehrere wie bei Claude Jade, mit den Frauen gedreht hat. Jules und Jim und Die Braut trug schwarz, [Das] Geheimnis der falschen Braut und [Die] letzte Metro, Claude Jade in den Doinel-Filmen, Fanny Ardant in [Die] Frau nebenan und Auf Liebe und Tod. Wenn man sich diese Filmpaare vor diesem Hintergrund anschaut: der erste ist immer der Film eines Mannes, der im Begriff ist, sich in diese Frau zu verlieben, und im zweiten bereits der Liebhaber, der Freund, der Lebenspartner dieser Person ist.“ Mit wenigen Ausnahmen (Les 400 coups, Fahrenheit, Das wilde Kind, Taschengeld) sind seine Filme Frauenfilme. Frauen identifizierten sich mit diesen starken Persönlichkeiten. Trotz ihrer Schönheiten werden die Frauen bei ihm eckig, er wendet sich gegen die Fetischisierung der Schönheit. (G.Koch) Das Kino sei eine Frauen- bzw. Schauspielerinnenkunst, schrieb Truffaut einst und beherzigte das auch in seinen Filmen.

### Filmmusik bei Truffaut

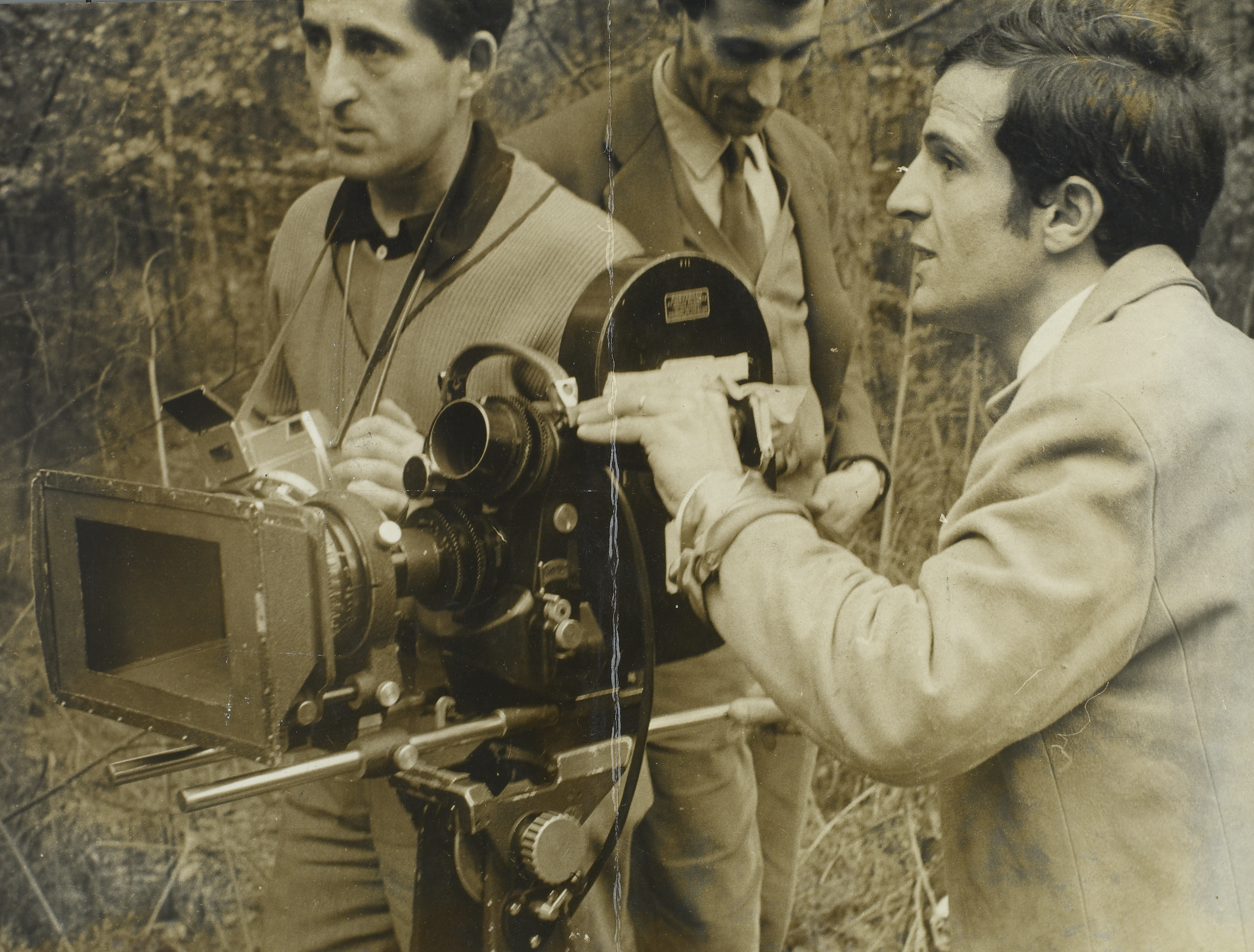
Filmregisseur François Truffaut im Jahr 1963.

Sein bevorzugter Komponist war Georges Delerue, der für die Filme Schießen Sie auf den Pianisten, Jules und Jim, Die süße Haut, Zwei Mädchen aus Wales, Ein schönes Mädchen wie ich, Liebe auf der Flucht, Die letzte Metro, Die Frau nebenan und Auf Liebe und Tod komponierte. Daneben komponierte er auch die von der Carrosse-Familie geschaffene Miniserie Mauregard. Ein weiterer Hauskomponist war Antoine Duhamel, der die Musik für Geraubte Küsse, Das Geheimnis der falschen Braut und Tisch und Bett schuf. Der Musikwissenschaftler François Porcile beriet ihn bei vier seiner Filme, als es darum ging, die Musik des Komponisten Maurice Jaubert behutsam zu adaptieren und den Bedürfnissen von Truffauts Filmen anzupassen. Dies geschah unter dem Dirigat von Patrice Mestral für die Filme Die Geschichte der Adèle H., Taschengeld, Der Mann, der die Frauen liebte und Das grüne Zimmer.
Wie Truffaut zum Beispiel die Filmmusik einsetzte, für die er so arrivierte Musiker wie den langjährigen Hitchcock-Komponisten Bernard Herrmann verpflichtete, zeigt die große Individualität seiner Erzählweise. Dominik Graf 1999: „Die Musiken der vier Komponisten von Truffauts Filmen zu hören, ist geradezu gleichbedeutend damit die Filme wiederzusehen. Wenn die Geigenmelodie in der Anfangssequenz von Domicile conjugal die Beine von Claude Jade begleitet, flattern diese über die Leinwand, getragen von der Melodie, und wir sehen sie, wenn wir Duhamels Musik hören. Die Musiken von Delerue, Duhamel, Herrmann und Jaubert sprechen die Emotionen seiner Filme gewissermaßen synchron mit. Sie folgen ganz und gar der Rhetorik des Erzählers Truffaut und verschaffen ihm den Raum, den er braucht. Denn Truffaut führte im Grunde dem Zuschauer einen endlosen Monolog des Autors vor, unter Zuhilfenahme all der ‚schönen Dinge‘ und der schrecklichen Dinge, die ihn gerührt oder erschreckt haben.“

### Privatleben
François Truffaut war von 1957 bis 1965 mit Madeleine Morgenstern verheiratet. Der Ehe entstammen die Töchter Laura (* 1959) und Eva (* 1961). Eine Liebesbeziehung hatte er 1963 mit der Schauspielerin Françoise Dorléac, der Schwester von Catherine Deneuve. Im Jahr 1968 war Truffaut mit der sechzehn Jahre jüngeren Schauspielerin Claude Jade, Hauptdarstellerin in dreien seiner Filme, verlobt. Er hatte sich während der Dreharbeiten zu Geraubte Küsse in sie verliebt. Die Hochzeit war für Juni 1968 geplant. François und Claude Jade blieben Freunde bis zu Truffauts Tod. Truffaut nannte Claude Jade auch seine „dritte Tochter“. Danach hatte er eine Beziehung mit Catherine Deneuve, die ihn in eine tiefe Depression stürzte. Von 1979 bis zu seinem Tod hatte er eine Beziehung mit der Schauspielerin Fanny Ardant; ihre gemeinsame Tochter heißt Josephine (* 1983). Die letzten Monate vor seinem Tod lebte er allerdings bei seiner ehemaligen Frau Madeleine, die ihn betreute, und seinen älteren Kindern, während Ardant sich um die gerade geborene Tochter kümmerte.

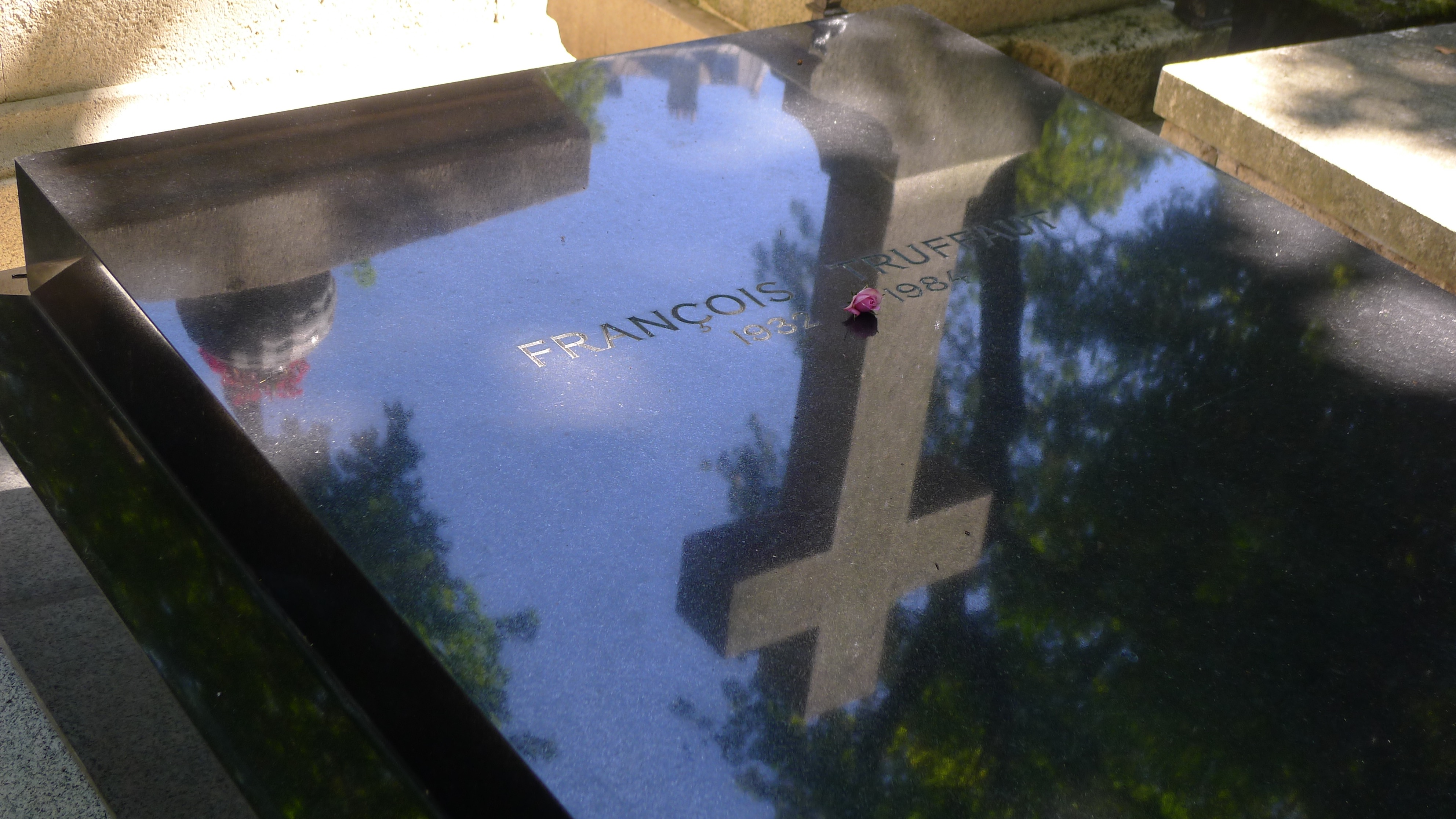
Grabplatte mit Spiegelung des Kreuzes vom Nachbargrab auf das Grab von François Truffaut auf dem Cimetière Montmartre

Erst 1968 − kurz vor dem Tod seiner Mutter – erfuhr Truffaut von der Identität seines leiblichen Vaters. Es war der jüdische Zahnarzt Roland Lévy, der sich nach dem Ende des Zweiten Weltkriegs in Belfort niedergelassen hatte. Truffaut reiste nach Belfort und beobachtete dort seinen Vater. Er wagte es aber nicht, ihn anzusprechen, und sah sich stattdessen im Kino Goldrausch von Charlie Chaplin an.
Im September 1983 wurde bei François Truffaut ein Hirntumor diagnostiziert. Ihm wurde am 12. September „eine Pulsadergeschwulst entfernt“, wie er die Operation bezeichnete. Er schrieb an Claude Jade: „Ich begann damit, die andere Seite des Spiegels zu betreten, nicht im Sinne von Alice im Wunderland – vielmehr im Sinne des Orphée in den Filmen von Cocteau… Madame la Mort reichte mir ihre Hand, aber ich verweigerte sie letztlich, entfernte mich, und nun ist es ein Genesender, der dir schreibt…“. Er begab sich in die Hände von Professor Bernard Pertuiset, des besten Spezialisten Frankreichs für Neurochirurgie. 1984 erlag er im Alter von 52 Jahren im Amerikanischen Krankenhaus Paris in Neuilly-sur-Seine dem Gehirntumor. Truffaut wurde auf dem Cimetière de Montmartre beigesetzt.

### Truffauts Engagement für Kinder
Auffallend in Truffauts Werken ist die starke Präsenz von Kindern. In vier seiner Filme (einschließlich eines Kurzfilms) spielen Kinder die Hauptrolle, in allen weiteren kommen Kinder zumindest vor.
Während sein früher Kurzfilm Die Unverschämten sich noch überwiegend mit der heiteren Seite der Kindheit befasst, handelte sein erster langer Spielfilm Sie küßten und sie schlugen ihn (1959) bereits vom Umgang von Erwachsenen mit problembehafteten Kindern. Seit dieser Zeit interessierte sich Truffaut für pädagogische Experimente mit schwierigen Kindern. Er setzte sich auch öffentlich für die Rechte schutzbedürftiger Kinder ein. 1964, im Jahr des Beginns der Arbeit an Der Wolfsjunge, wurde er Mitglied der Paten des „Secours Populaire Français“, eine Vereinigung, die sich um Probleme von Kindern und von benachteiligten Familien kümmert. 1967 wurde er Präsident des Stiftungsverbands der SOS-Kinderdörfer.
Im April 1967 erhielt er Gelegenheit, einen Tag lang auf dem Radiosender France Culture das Programm zu gestalten. Er wählte das Thema Kindesmisshandlung. Die zehnstündige Sendung erhielt große Resonanz: Viele Anrufe, ausführliche Presseberichte und zweihundert Briefe von Zuhörern.
Sein Engagement für die Sache der Kinder liegt vor allem in Truffauts eigener Kindheit begründet. Im Paris des Zweiten Weltkriegs hatte er sehr unter der Grausamkeit und Gleichgültigkeit der Erwachsenen sowie seiner Eltern zu leiden. Von anderen Kindern erfuhr er dagegen überwiegend Zuneigung, sie waren sein Rückhalt. Truffaut reflektierte in den Kinderfiguren seiner Filme die eigene Kindheit, wobei er wechselnde Perspektiven einnahm. Seit seinem Erstlingswerk war Jean-Pierre Léaud in der Rolle des Antoine Doinel Truffauts offensichtliches Alter Ego auf der Leinwand. Léaud verkörperte Doinel danach noch zweimal, bevor Der Wolfsjunge gedreht wurde, in dem Léaud zwar nicht auftrat, den Truffaut jedoch schließlich Léaud widmete.
1976 drehte er den Film Taschengeld, in dem Kinder die Hauptrollen spielen und den man als eine Form der Hommage an die Kindheit interpretieren kann.

## Filmografie
Arbeiten als Regisseur (und Mitarbeit an allen Drehbüchern):
- 1955: Ein Besuch (Une visite) – der Film gilt als verschollen
- 1957: Die Unverschämten (Les Mistons) – Kurzfilm
- 1958: Eine Geschichte des Wassers (Une histoire d’eau) – Regie zusammen mit Jean-Luc Godard
- 1959: Sie küßten und sie schlugen ihn (Les quatre cents coups)
- 1960: Schießen Sie auf den Pianisten (Tirez sur le pianiste)
- 1962: Jules und Jim (Jules et Jim)
- 1962: Liebe mit zwanzig (L’Amour à vingt ans) – Segment: Antoine und Colette (Antoine et Collette)
- 1964: Die süße Haut (La Peau douce)
- 1966: Fahrenheit 451 (Fahrenheit 451)
- 1967: Die Braut trug schwarz (La Mariée était en noir)
- 1968: Geraubte Küsse (Baisers volés)
- 1969: Das Geheimnis der falschen Braut (La Sirène du Mississipi)
- 1970: Der Wolfsjunge (L’Enfant sauvage)
- 1970: Tisch und Bett (Domicile conjugal)
- 1971: Zwei Mädchen aus Wales und die Liebe zum Kontinent (Les Deux Anglaises et le continent)
- 1972: Ein schönes Mädchen wie ich (Une belle fille comme moi)
- 1973: Die amerikanische Nacht (La Nuit américaine)
- 1975: Die Geschichte der Adèle H. (L’Histoire d'Adèle H.)
- 1976: Taschengeld (L’Argent de poche)
- 1977: Der Mann, der die Frauen liebte (L’Homme qui aimait les femmes)
- 1978: Das grüne Zimmer (La Chambre verte)
- 1979: Liebe auf der Flucht (L’Amour en fuite)
- 1980: Die letzte Metro (Le Dernier Métro)
- 1981: Die Frau nebenan (La Femme d’à côté)
- 1983: Auf Liebe und Tod (Vivement dimanche!)

Mitarbeit an weiteren Drehbüchern:
- 1958: Les Surmenés
- 1960: Außer Atem (À bout de souffle)
- 1960: Tire-au-flanc 62
- 1964: Mata Hari, Agent H. 21 (Mata-Hari)
- 1988: Die kleine Diebin (La Petite Voleuse)
- 1995: Belle Époque (Mini-TV-Serie) (Belle Époque)

Arbeiten als Schauspieler:
- 1956: Le Coup du berger
- 1959: Sie küßten und sie schlugen ihn (Les quatre cents coups)
- 1970: Der Wolfsjunge (L’Enfant sauvage)
- 1971: Zwei Mädchen aus Wales und die Liebe zum Kontinent (Les Deux Anglaises et le continent)
- 1973: Die amerikanische Nacht (La Nuit américaine)
- 1974: I’m a Stranger Here Myself
- 1975: Die Geschichte der Adèle H. (L’Histoire d'Adèle H.)
- 1977: Unheimliche Begegnung der dritten Art (Close Encounters of the Third Kind)
- 1978: Das grüne Zimmer (La Chambre verte)

## Schriften (Auswahl)
- Le Cinéma selon Hitchcock (zusammen mit Helen Scott). Éditions Robert Laffont, Paris 1966.
  - Taschenbuchausgaben: Mr. Hitchcock, wie haben Sie das gemacht?. Aus dem Französischen von Frieda Grafe und Enno Patalas. Hanser, München 1973; Heyne, München 1975, ISBN 3-453-00458-2.
  - Großformatige Ausgabe: Truffaut/Hitchcock. Herausgegeben von Robert Fischer. Aus dem Französischen von Frieda Grafe und Enno Patalas. Diana, München und Zürich 1999, ISBN 3-8284-5021-0.
- Les Films de ma vie. Flammarion, Paris 1975.
  - Die Filme meines Lebens – Aufsätze und Kritiken. Herausgegeben von Robert Fischer, aus dem Französischen von Frieda Grafe und Enno Patalas. 1. Auflage der erweiterten Ausgabe. Verlag der Autoren, Frankfurt am Main 1997, ISBN 3-88661-174-4.
- Le Plaisir des yeux. Cahiers du Cinéma, Paris 1987, ISBN 2-86642-276-7.
  - Die Lust am Sehen. Aus dem Französischen übersetzt und herausgegeben von Robert Fischer. Verlag der Autoren, Frankfurt am Main 1999, ISBN 3-88661-215-5.

### Korrespondenz
- Correspondance. Hatier / 5 continents, Renens 1988, ISBN 2-218-07862-7.
  - Briefe 1945–1984. Aus dem Französischen übersetzt von Robert Fischer. Heyne, München 1994, ISBN 3-453-07821-7.
- Correspondance avec des écrivains 1948–1984. Gallimard, Paris 2022, ISBN 978-2-07-292572-6.
- « Mon petit Truffe, ma grande Scottie »: Correspondance 1960–1965. Briefwechsel mit Helen Scott. Denoël, Paris 2023, ISBN 978-2-207-17630-6.
- Correspondance avec des cinéastes 1954–1984. Gallimard, Paris 2025, ISBN 978-2-07-300722-3.

## Auszeichnungen und Nominierungen (Auswahl)
- 1959: Preis für die beste Regie der Internationalen Filmfestspiele von Cannes für Sie küßten und sie schlugen ihn
- 1960: „Prix Cinéma“ des Prix du Syndicat Français de la Critique in der Kategorie „Bester französischer Film“ für Sie küßten und sie schlugen ihn
- 1960: Nominierung für den Oscar in der Kategorie „Bestes Originaldrehbuch“ (gemeinsam mit Marcel Moussy) für Sie küßten und sie schlugen ihn
- 1961: „Premio Sant Jordi de Cinematografía“ in der Kategorie „Beste ausländische Regie“ für Sie küßten und sie schlugen ihn
- 1962: „Regiepreis des Festival Internacional de Cine de Mar del Plata“ für Jules und Jim
- 1963: „Nastro d’Argento“ in der Kategorie „Beste ausländische Regie“ für Jules und Jim
- 1968: „Louis-Delluc-Preis“ in der Kategorie „Bester Film“ für Geraubte Küsse
- 1969: „Prix Cinéma“ des Syndicat Français de la Critique in der Kategorie „Bester französischer Film“ für Geraubte Küsse
- 1970: „National Society of Film Critics Award“ in der Kategorie „Beste Regie“ für Geraubte Küsse
- 1970: National Board of Review Award in der Kategorie „Beste Regie“ für Der Wolfsjunge
- 1971: „Prix Cinéma“ des Prix du Syndicat Français de la Critique in der Kategorie „Bester französischer Film“ für Der Wolfsjunge
- 1974: New York Film Critics Circle Award in der Kategorie „Beste Regie“ für Die amerikanische Nacht
- 1974: „Prix Cinéma“ des Prix du Syndicat Français de la Critique in der Kategorie „Bester französischer Film“ für Die amerikanische Nacht
- 1974: „Society of Film and Television Arts Award“ in der Kategorie „Beste Regie“ für Die amerikanische Nacht
- 1975: Oscar-Nominierungen in den Kategorien „Beste Regie“ und „Bestes Originaldrehbuch“ (gemeinsam mit Jean-Louis Richard und Suzanne Schiffman) für Die amerikanische Nacht
- 1975: New York Film Critics Circle Award in der Kategorie „Bestes Drehbuch“ (gemeinsam mit Jean Gruault und Suzanne Schiffman) für Die Geschichte der Adèle H.
- 1977: „Prix Cinéma“ des „Syndicat Français de la Critique“ in der Kategorie „Bester französischer Film“ für Die Geschichte der Adèle H.
- 1981: Césars in den Kategorien „Bester Film“, „Beste Regie“ und „Bestes Drehbuch“ (gemeinsam mit Suzanne Schiffman) für Die letzte Metro
- 1981: David „Luchino Visconti“ bei der Verleihung des Premio David di Donatello
- 1983: Gilde-Filmpreis in Gold in der Kategorie „Bester ausländischer Film“ für Die Frau nebenan
- 1984: Ehrenvolle Erwähnung bei der Verleihung der Los Angeles Film Critics Association Awards

Darüber hinaus gewann Truffauts Regiearbeit bei Die amerikanische Nacht 1974 als französischer Beitrag den Oscar als bester fremdsprachiger Film; Geraubte Küsse (1969) und Die letzte Metro (1981) waren ebenfalls für diesen Preis nominiert.

## Dokumentarfilme
- Hitchcock – Truffaut. Dokumentarfilm, USA, Frankreich, 2014, 79 Min., Buch: Kent Jones und Serge Toubiana, Regie: Kent Jones, Produktion: arte France, Artline Films, Cohen Media Group, Erstsendung: 16. November 2015 bei arte, Dossier mit Filmausschnitten vom Festival de Cannes 2015, Inhaltsangabe von arte, (Memento vom 24. November 2015 im Internet Archive).
- François Truffaut – Vom Kino besessen. (Originaltitel: François Truffaut l’insoumis) Dokumentarfilm, Frankreich, 2014, 53 Min., Buch und Regie: Alexandre Moix, Produktion: Les Films d’ici, arte France, INA, Ciné, Erstsendung: 2. November 2014, Inhaltsangabe:[A 3]
- François Truffaut. Frankreich, 2014, 35 Min., Produktion: arte France, Reihe: Abgedreht!, Folge 117 (Staffel 4, Folge 9), deutsche Erstsendung: 2. November 2014, Inhaltsangaben:[A 4]
- François Truffaut. Eine Autobiografie. (OT.: François Truffaut, une autobiographie.) Dokumentarfilm, Frankreich, 2004, 71:30 Min., Buch und Regie: Anne Andreu, Produktion: arte France, INA, Erstsendung: 1. Oktober 2004, Inhaltsangabe:[A 5]
- François Truffaut im Gespräch. Bundesrepublik Deutschland, 1984, 28:30 Min., Moderation: Peter Bermbach, Kamera: Raymond Grosjean, Produktion: Hessischer Rundfunk, Filmdaten von HeBIS u. a. mit Catherine Deneuve.[A 6]